# Catecol
Catecol, también conocido como pirocatecol, es un compuesto químico cuyo nombre sistemático según la IUPAC es 1,2-dihidroxibenceno u orto-dihidroxibenceno. Tiene fórmula molecular C6H4(OH)2 y es uno de los tres isómeros del bencenodiol. Es un compuesto que se encuentra en la naturaleza en forma de trazas.
Se creía que era precursor de las catecolaminas, pero luego se demostró que su ruta de síntesis viene de la tirosina.
El catecol se produce industrialmente con la hidroxilación de fenol usando peróxido de hidrógeno:
C6H5OH  +  H2O2    →   C6H4(OH)2  +  H2O

## Usos del Catecol
Se utiliza principalmente en la fabricación de pesticidas (un 50% de la producción mundial). El resto se utiliza como precursor en la química fina (cosmética y farmacéutica), y también como antioxidante en las industrias del caucho, fotografía, colorantes, grasas y aceites.